# Писарева, Светлана Анатольевна
Светлана Анатольевна Писарева (род. 30 мая 1965 года) — российский учёный-педагог, член-корреспондент РАО (2016).

## Биография
Родилась 30 мая 1965 года.
В 1986 году — окончила Ленинградский государственный педагогический институт (сейчас — Российский государственный педагогический университет имени А. И. Герцена).
В 1992 году — защитила кандидатскую диссертацию, тема «Дидактические основы построения интегрированных курсов».
В 2005 году — защитила докторскую диссертацию, тема: «Методология оценки качества диссертационных исследований по педагогике».
В 2016 году — избрана членом-корреспондентом РАО от Отделения философии образования и теоретической педагогики.
Директор Института педагогики Российского государственного педагогического университета. Преподаватель Института развития образования Санкт-Петербурга. Профессор кафедры педагогики Омского государственного педагогического университета.

## Научная деятельность
Сфера научных интересов: методология педагогических исследований, подготовка научных кадров, учебно-методическое обеспечение образовательного процесса.
Читает курс «Современные проблемы науки и образования».
Член редакционной коллегии журнала «Научное мнение. Педагогические, психологические и философские науки».

## Награды
- Почетный работник высшего профессионального образования Российской Федерации
- Лауреат премии Правительства Санкт-Петербурга за выдающиеся достижения в области высшего и среднего профессионального образования (2008) — за научные достижения, способствующие повышению качества подготовки специалистов и кадров высшей квалификации